# Parfondvaux
Parfondvaux est un hameau belge de la commune de Blegny située en Région wallonne dans la province de Liège.

## Histoire
Ancienne petite seigneurie de l'avouerie de Fléron, la seigneurie de Parfondvaux appartenait aux Chanoines de la Petite table en la cathédrale Saint-Lambert.
Terre donnée en engagère à Albert de Grady en 1776.
À la révolution, Parfondvaux est érigé en commune.
En 1823, elle fut rattachée à Saive.

## Toponymie
Le toponyme signifie littéralement « val profond », il apparait en 1279 : Parfondvaux, et en 1389 : Parfonvaaz.